# Variété patrimoniale

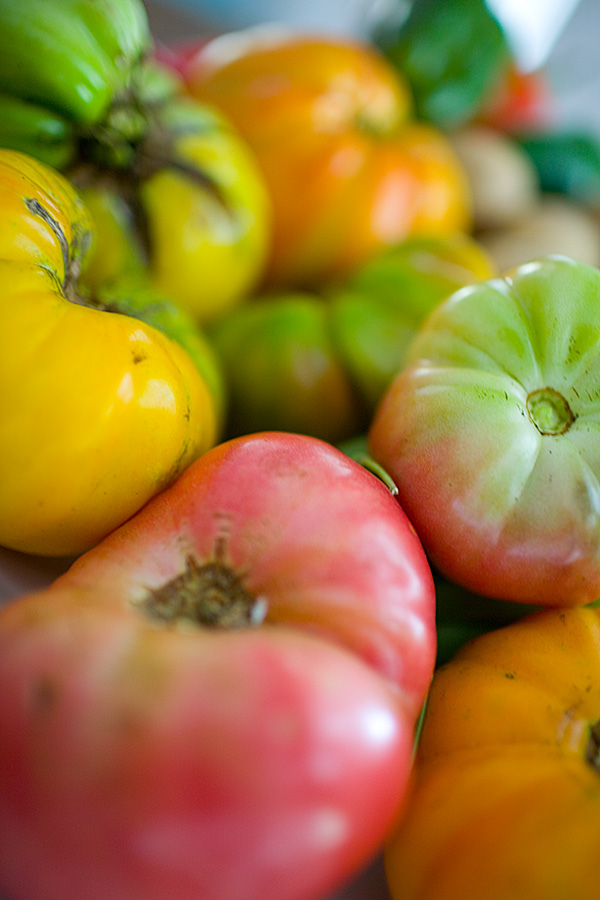
Tomates de variétés patrimoniales

Une variété patrimoniale ou ancestrale, désigne une plante ou une semence d'un vieux cultivar préservé essentiellement par des amateurs, semenciers et maraîchers désireux de le sauvegarder.

## Critères
Une variété est dite patrimoniale lorsqu'elle a été mise sur le marché il y a plus de 50 ans ou avant 1940 « Pour éviter les dérapages, deux experts mondiaux des tomates ancestrales, Craig LeHoullier et Carolyn Male, ont établi la règle suivante: pour qu'une variété soit reconnue comme patrimoniale, elle doit avoir été introduite sur le marché il y a plus de 50 ans, ou avant 1940. ».

## Par pays

### Canada
Certaines variétés sont considérées comme étant patrimoniales au Québec :
- Le melon d'Oka[2]